# Iglesia de San Andrés (Zariquiegui)
La Iglesia de San Andrés es una iglesia parroquial católica ubicada en el concejo de Zariquiegui del municipio de la Cendea de Cizur (Navarra), bajo la advocación del apóstol San Andrés. En origen era de estilo románico, de la segunda mitad del siglo XII, aunque son escasos los vestigios que subsisten (puerta de acceso y pila bautismal). En el siglo XVI experimentó «una profunda remodelación del templo» que conformó su aspecto actual.

## Ubicación
Se encuentra en la entrada noreste de la localidad de Zariquiegui, situada junto a Guenduláin, en el Camino de Santiago, a los pies de la Sierra del Perdón, a unos 12 km de Pamplona. El emplazamiento «se encuentra en una de las zonas más altas de la localidad, al lado del actual refugio de peregrinos, y no tiene edificios anexos».

## Contexto histórico
Se han registrado noticias de la presencia en la localidad, a mediados del siglo XIII, del monasterio de Irache, la orden de San Juan de Jerusalén y de la colegiata de Roncesvalles. Incluso en 1280 la Corona navarra figura como titular del "monasterio" de San Salvador de Zariquiegui, dedicado a la atención de peregrinos, habiendo desaparecido en la actualidad.
Fue construido en la segunda mitad del siglo XII. Es un paso para los peregrinos que realizan el Camino de Santiago desde la Edad Media hasta nuestros días.

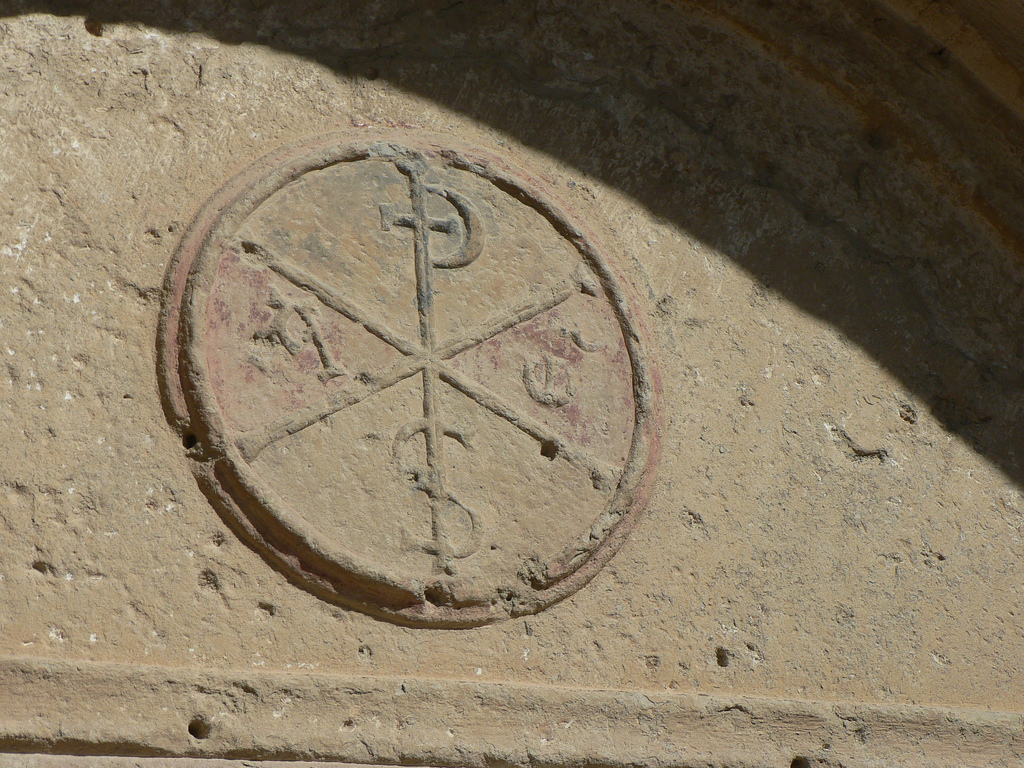
Crismón en el tímpano de la entrada

## Advocación religiosa
Dentro del conjunto de advocaciones religiosas de las iglesias de Navarra, la de San Andrés es una de las más numerosas. Dentro de su entorno geográfico más cercano hay templos dedicados a este santo apóstol en Cizur Mayor y en Guenduláin.

## Arte y arquitectura

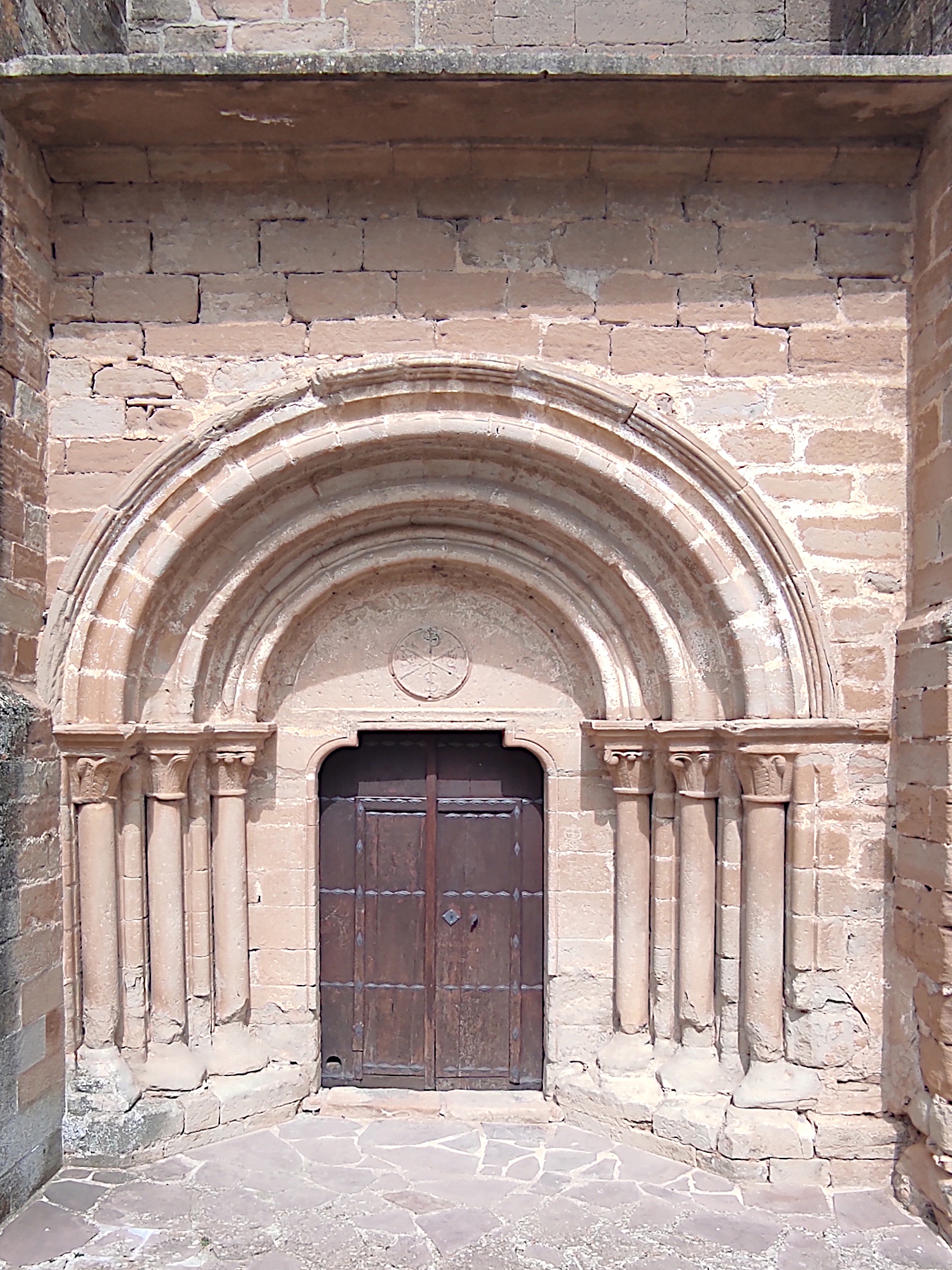
Iglesia de San Andrés de Zariquiegui-Pórtico

El conjunto fue originalmente una construcción de arquitectura románica. Sin embargo, «sufrió diversas transformaciones, las principales durante el siglo XVI, cuando se hicieron obras que afectaron a todo el edificio, fueron sustituidos los muros para ensanchar la iglesia, rehicieron en consecuencia las bóvedas y construyeron una pequeña sacristía.»

### Portada
Actualmente la única parte de estilo románico que ha sobrevivido hasta nuestros días es la portada meridional (en el lado de la epístola), enmarcada por dos grandes contrafuertes, está formada por tres arquivoltas bajo guardalluvias, baquetonadas y de medio punto, se apoyan sobre cimacios moldurados que dan paso a columnas con capiteles, decorados con temas vegetales, son muy sencillos y toscos: representan palmetas, pencas y bolas.
En el tímpano vemos un Crismón trinitario bastante deteriorado. las capitales de los cuales están y tener una gran crisma que está bastante dañado en el tímpano.

### Interior
Es un templo de una sola nave, de cuatro tramos, con una cabecera recta y cubierta de una bóveda de crucería. Presenta una torre rectangular a los pies.
El interior, el retablo mayor es romanista y data del siglo XVII.

### Exterior
Su estructura transmite un aspecto macizo con unos muros de sillar que se elevan sin interrupciones. En el lado de la portada se refuerzan con dos contrafuertes que flanquean el acceso que se protege con un tejadillo entre ambos.